# Globi d'oro 2016
La 56ª edizione dei Globi d'oro si è tenuta giovedì 9 giugno 2016 al Palazzo Farnese.

## Albo d'oro
I vincitori sono indicati in grassetto, a seguire gli altri candidati.

### Miglior film
- Lo chiamavano Jeeg Robot, regia di Gabriele Mainetti
- Alaska, regia di Claudio Cupellini
- La corrispondenza, regia di Giuseppe Tornatore
- Non essere cattivo, regia di Claudio Caligari
- Perfetti sconosciuti, regia di Paolo Genovese

### Gran Premio della stampa estera
- Fuocoammare, regia di Gianfranco Rosi

### Miglior opera prima
- Piero Messina - L'attesa
- Carlo Lavagna - Arianna
- Adriano Valerio - Banat - Il viaggio
- Gabriele Mainetti - Lo chiamavano Jeeg Robot
- Veronica Pivetti - Né Giulietta né Romeo

### Miglior attore
- Elio Germano - Alaska
- Giuseppe Battiston - Perfetti sconosciuti
- Libero De Rienzo - La macchinazione
- Giorgio Panariello - Uno per tutti
- Claudio Santamaria - Lo chiamavano Jeeg Robot

### Miglior attrice
- Ondina Quadri - Arianna
- Laura Morante - Assolo
- Ilenia Pastorelli - Lo chiamavano Jeeg Robot
- Veronica Pivetti - Né Giulietta né Romeo
- Greta Scarano - Suburra

### Miglior sceneggiatura
- Ivan Cotroneo e Monica Rametta - Un bacio
- Claudio Cupellini, Filippo Gravino e Guido Iuculano - Alaska
- Carlo Lavagna, Carlo Salsa e Chiara Barzini - Arianna
- David Grieco e Guido Bulla - La macchinazione
- Paolo Genovese, Filippo Bologna, Paolo Costella, Paola Mammini e Rolando Ravello - Perfetti sconosciuti

### Miglior fotografia
- Fabio Zamarion - La corrispondenza
- Luca Bigazzi - Un bacio
- Paolo Carnera - Suburra
- Daniele Ciprì - Sangue del mio sangue
- Salvatore Landi - Bella e perduta

### Miglior musica
- Carlo Crivelli - Sangue del mio sangue
- Pasquale Catalano - Alaska
- Piero Messina, Marco Mangani e Alma Napolitano - L'attesa
- Ennio Morricone - La corrispondenza
- Nicola Piovani - Assolo

### Miglior commedia
- Perfetti sconosciuti, regia di Paolo Genovese
- Assolo, regia di Laura Morante
- Né Giulietta né Romeo, regia di Veronica Pivetti
- Pecore in erba, regia di Alberto Caviglia
- Quo vado?, regia di Gennaro Nunziante

### Miglior documentario
- If Only I Were That Warrior, regia di Valerio Ciriaci
- Alfredo Bini, regia di Simone Isola
- Barbieri d'Italia, regia di Francesco Martinotti
- Gli uomini di questa città io non li conosco, regia di Franco Maresco
- S is for Stanley, regia di Alex Infascelli

### Miglior cortometraggio
- Tra le dita, regia di Cristina K. Casini
- Dove l'acqua con altra acqua si confonde, regia di Gianluca Mangiasciutti e Massimo Loi
- Non senza di me, regia di Brando De Sica
- Quello che non si vede, regia di Dario Samuele Leone
- Varicella, regia di Fulvio Risuleo

### Globo d'oro alla carriera
- Roberto Benigni e Nicoletta Braschi